# 京王バス多摩営業所
京王バス多摩営業所（けいおうバスたまえいぎょうしょ）は、東京都多摩市南野に所在する京王バスの営業所。当所を表す社内識別記号は「J」。
最寄りバス停留所は「京王多摩車庫前」であるが、方向幕では「京王多摩車庫」と表記される事が多い。
運行エリアは、桜ヶ丘営業所とともに京王線聖蹟桜ヶ丘駅、京王相模原線永山駅・多摩センター駅をターミナルとし、所在地の多摩市を中心に、八王子市東部、稲城市西部（若葉台駅・稲城駅・南多摩駅など）のほか、一部路線は日野市、町田市へも乗り入れる。多摩市のコミュニティバス「多摩市ミニバス」の運行受託も行う。
また、営業所内に車両整備工場が併設されており、京王電鉄バスグループの全車両の整備を担当している。

## 概要
京王帝都電鉄時代、多摩ニュータウン内の輸送を目的に桜ヶ丘営業所から分割された多摩車庫を前身とし、電鉄本体から京王電鉄バスへのバス事業分社化、その後の京王バス南への子会社化を経て、複雑な歴史をたどりつつ現在に至る。営業所記号の「J」は、もともと京王帝都電鉄時代から桜ヶ丘営業所が使用していた記号を引き継いだものである（電鉄本体からの分社化後、京王電鉄バス桜ヶ丘営業所には新たに記号「S」が与えられた）。
同じく多摩ニュータウン地区を担当する神奈川中央交通多摩営業所（所在地は八王子市南大沢）との共同運行路線も多い。両社とも営業所名は「多摩営業所」であるため、最寄りバス停留所名を「京王多摩車庫前」「神奈中多摩車庫」として混同を防いでいる。
多摩市内の京王と神奈中の路線が並行する区間では、共同運行路線のみならず神奈中のみ運行の路線（鶴32・多03・多04および桜23・桜24・鶴31）でも京王発行の共通定期券が利用できるほか、時刻表などの管理を京王が一括して行っており、バス停ポール掲示に掲示された時刻表や、京王バスグループの時刻表サイト「バスナビ.com」では、京王の系統とともに神奈中のみ運行の系統も含めて表示される。
当営業所の所在地である多摩市南野一丁目が1973年の市域変更前まで町田市小野路町瓜生だったことや、当営業所開設以前から神奈川中央交通（当時は町田営業所が担当）が後述の多04系統や桜24系統などを営業していたため、「京王多摩車庫前」の停留所は現在も神奈中の所有・管理（永山方面の時刻表掲出等に限り京王が管理）となっている。このため停留所ポールも神奈中仕様であり、バス停の管理についての問い合わせ先として神奈中多摩営業所の連絡先が大きく張り出されている。
なお、多摩営業所の敷地の直下には、城山ダムから長沢浄水場（川崎市多摩区）への川崎市上下水道局の水道管（給水管）が埋設されている。

## 沿革
- 1983年7月 - 京王帝都電鉄桜ヶ丘営業所から分離する形で、桜ヶ丘営業所多摩車庫として開設。
- 1984年4月2日 - 営業所を桜ヶ丘から移転し、京王帝都電鉄多摩車庫が多摩営業所に、桜ヶ丘営業所が多摩営業所桜ヶ丘車庫となる。
- 1985年 - 中央工場を永福町営業所敷地内から多摩営業所敷地内へ移転。
- 1987年 - 中央工場を車両整備工場に組織変更。
- 1996年9月1日 - バス共通カードを導入。乗車方法を前乗り中降りから中乗り前降りに変更。
- 1998年7月1日 - 京王帝都電鉄が「京王電鉄株式会社」へ社名変更。
- 2001年3月 - 京王電鉄多摩営業所桜ヶ丘車庫が桜ヶ丘支所となる。
- 2002年
  - 2月1日 - 「京王電鉄バス株式会社」を設立。
  - 4月1日 - 南大沢京王バス株式会社営業開始。
  - 8月1日 - 京王電鉄バス、京王電鉄より乗合バス事業を譲受して営業開始。京王電鉄バス多摩営業所となる。
- 2003年4月1日 - 桜ヶ丘支所が再度独立、京王電鉄バス桜ヶ丘営業所となる。
- 2007年8月5日 - PASMOを導入。
- 2008年8月1日 - 京王バス南・多摩営業所を併設。
- 2011年2月11日 - 再び桜ヶ丘営業所の管轄下となり、桜ヶ丘営業所多摩車庫に改称。
- 2012年4月1日 - 桜ヶ丘営業所多摩車庫を廃止、京王バス南・多摩営業所に統一（子会社化完了）。
- 2019年4月1日 - 京王電鉄バスからの委託路線が、すべて京王バス南の保有路線に変更となる。
- 2020年10月1日 - 京王バス南・京王バス東・京王バス中央の3社が合併し、京王バス（2代目）が発足した事により、当営業所は京王バス多摩営業所となる。
- 2023年12月20日 - 営業用最後のKL-UA452KAN改であったJ40535号車のラストランが実施される[3]。

## 現行路線
●印の路線は神奈川中央交通多摩営業所と共同運行。

### 聖ヶ丘線
- 桜06：聖蹟桜ヶ丘駅 - 対鴎荘前 - 連光寺坂 - 桜ヶ丘C.C - 記念館前 - 聖ヶ丘団地 - 多摩大学 - 陸上競技場入口 - 桜ヶ丘公園西口（多摩桜の丘学園）- 永山駅
- 桜06：東部団地 → 記念館前 → 桜ヶ丘C.C → 連光寺坂 → 対鴎荘前 → 聖蹟桜ヶ丘駅 （早朝のみ)
- 桜06：聖蹟桜ヶ丘駅 → 対鴎荘前 → 連光寺坂 → 桜ヶ丘C.C → 記念館前 → 聖ヶ丘団地 → 多摩大学（平日最終のみ）
- 桜07：聖蹟桜ヶ丘駅 - 対鴎荘前 - 連光寺坂 - 桜ヶ丘C.C - 記念館前 - 東部地蔵前 - 連光寺 - 稲城台病院入口 - 多摩東公園 - 永山駅（土曜1本のみ）
- 永34：永山駅 - 桜ヶ丘公園西口（多摩桜の丘学園）- 聖ヶ丘センター - 陸上競技場入口 - 多摩大学 - 聖ヶ丘団地

聖蹟桜ヶ丘駅 - 永山駅を、多摩ニュータウン聖ヶ丘団地経由で結ぶ路線。連光寺交差点で右折し、神奈川県道・東京都道137号上麻生連光寺線と離れ、聖ヶ丘地区の住宅地内をUの字を描くように回って永山駅へ至る。
メインは桜06の「聖ヶ丘団地経由」。日中と土休日は毎時3本程度の運行である。
永34は、永山駅から途中の聖ヶ丘団地までを結ぶ。朝夕の増発区間便の扱いで、朝6 - 8時台と夜20時台以降に運行される。
桜07は「連光寺・多摩東公園経由」。平日・土休日問わず日中に1往復のみの運行であったが、2024年9月9日のダイヤ改正で土曜1往復のみとなった。
2011年頃に全路線が桜ヶ丘営業所に移管されたが、2017年4月1日からは、桜ヶ丘営業所との共同運行になったが2024年7月29日のダイヤ改正にて多摩営業所単独に戻された。
2023年9月8日のダイヤ改正より、桜06の最終便として聖蹟桜ヶ丘駅発多摩大学止まりの区間便が設定された。

### 諏訪線 (諏訪四丁目循環)
- ● 桜22：聖蹟桜ヶ丘駅 → 車橋 → 永山駅 → 諏訪南公園 → 諏訪四丁目 → 諏訪三丁目 → 諏訪南公園 → 永山駅 → 車橋 → 聖蹟桜ヶ丘駅（循環）
- ● 桜22：聖蹟桜ヶ丘駅 → 車橋 → 永山駅 → 諏訪南公園 → 諏訪四丁目 → 諏訪三丁目（入庫）
- ● 桜22：諏訪四丁目 → 諏訪三丁目 → 諏訪南公園 → 永山駅 → 車橋 → 聖蹟桜ヶ丘駅（出庫）

聖蹟桜ヶ丘駅および永山駅と、多摩ニュータウン諏訪永山団地を結ぶ路線。方向幕には「諏訪四丁目循環」と表記される。
以前は循環せずに諏訪四丁目までの運行だったが、2005年6月20日より出入庫などの一部便を除いて諏訪南公園 → 四丁目 → 三丁目 → 諏訪南公園とラケット状に回る循環路線となった。
2011年10月16日より、入庫は諏訪三丁目終着、出庫便は諏訪四丁目始発に変更されている。京王電鉄バスからの運行受託路線だったが、2019年4月1日より京王バス南の自社運行路線になった。

### 諏訪線
- 桜25：聖蹟桜ヶ丘駅 - 車橋 - 永山駅 - 諏訪南公園 - 永山高校 - 永山五丁目 - 京王多摩車庫前
- 永14：永山駅 - 諏訪南公園 - 永山高校 - 永山五丁目 - 京王多摩車庫前（朝夕と夜間のみ）

聖蹟桜ヶ丘駅・永山駅から、多摩ニュータウン諏訪永山団地を経由し、京王多摩車庫へ向かう路線。沿線に集合住宅の多い永山駅 - 永山五丁目は終日利用者が多い。
かつては桜23（聖蹟桜ヶ丘駅 - 永山駅 - 永山五丁目）、永13（永山駅 - 永山五丁目）、桜24（聖蹟桜ヶ丘駅 - 永山駅 - 京王多摩車庫 - 鶴川駅）の各系統を神奈中と共管していたが、桜23・永13は2004年に、桜24は2006年4月3日に京王のみ撤退し、運行を桜25・永14に集約した。なお神奈中は永13・桜23・桜24を継続して運行し、桜25と永14は運行していないが、永13は2024年12月16日のダイヤ改正で神奈中も運行終了し、系統が消滅した。京王電鉄バスからの運行受託路線だったが、2019年4月1日より京王バス南の自社運行路線になった。
パターンダイヤとはなっていないが、おおむね日中は桜25が毎時3本、桜23（神奈中のみ）が毎時1本、桜24（神奈中のみ）が1時間に1本の運行になっており、聖蹟桜ヶ丘駅 - 永山五丁目間は毎時5本、永山五丁目 - 京王多摩車庫間は毎時4本の運行となっている。ただし、桜25と桜23のどちらかが1本ずつ削減され、桜25または桜23が毎時2本もしくは桜23の運行がない時間帯がある。
永14は、永山駅発着の区間便。朝夕と夜間のみ運行される。

### 若桜線
- 桜28：聖蹟桜ヶ丘駅 - 車橋 - 多摩東公園 - パークヒルズ北 - ビューコート北 - 若葉台公園入口 - 若葉台駅

2004年に運行開始。聖蹟桜ヶ丘駅と若葉台地区の住宅地を経由して結ぶ。土休日のみ、9 - 18時台に1時間1本の運行である。
かつて平日は桜27として多摩東公園までの区間運行で1日2.5往復のみ。そのため諏訪下橋 - 多摩東公園間は平日2.5往復・土休日は日中毎時1本の運行、多摩東公園 - 若葉台駅は平日運休・土休日は日中毎時1本の運行で、土休日の方が本数が多くなっていた。聖蹟桜ヶ丘駅発着路線の出入庫を兼ねて運行されていたが2023年3月17日をもって廃止された。
当初は京王電鉄バス多摩営業所が管理していたが、2009年4月11日より京王バス南が運行を受託していた。2019年4月1日より京王バス南の自社運行路線になった。

### 聖ヶ丘線
- 桜65：聖蹟桜ヶ丘駅 - 熊野橋 - 聖ヶ丘病院 - ひじり坂 - 永山駅

聖蹟桜ヶ丘駅と永山駅を聖ヶ丘病院経由で結ぶ。こちらは都道18号を南下し熊野神社の先を左折し、聖ヶ丘病院を経由し永山駅へ向かう。病院へのアクセス路線であり、7時台から20時台まで毎時1本程度の運行である。
一度桜ケ丘営業所に移管されたが2024年10月15日より多摩営業所に戻された。

### 鶴牧線 (鶴牧団地循環)
- ● 多61：多摩センター駅 → 奈良原公園 → 南鶴牧小学校 → 鶴牧センター → 富士見通下 → 多摩センター駅（循環）
- ● 多61：奈良原公園 →  南鶴牧小学校 → 鶴牧センター → 富士見通下 → 多摩センター駅（出庫）
- 多61：多摩センター駅 → 奈良原公園 → 南鶴牧小学校 → 鶴牧センター → 富士見通下（入庫）

多摩センター駅南側の多摩ニュータウン鶴牧団地を循環する路線。方向幕には「鶴牧団地循環」「鶴牧循環」と表記される。
多61は多摩センター駅と鶴牧団地を結ぶ。基本的には京王と神奈中が交互に運行する。朝の出庫便は奈良原公園始発、夜の入庫便は富士見通下止まりとなる。富士見通下止まりは2023年3月18日のダイヤ改正で神奈中担当便のみ運行されていたが、2024年12月16日のダイヤ改正で京王担当便のみ運行に変更された。
2011年4月3日より京王電鉄バスからの運行受託路線となっていたが、2019年4月1日より京王バス南の自社運行路線になった。

### 市役所線
- 桜62：聖蹟桜ヶ丘駅 - 多摩市役所 - 乞田五差路 - 愛宕四丁目 - グリーンコープ前 - 多摩センター駅
- 桜62：愛宕東公園 - 愛宕四丁目 - グリーンコープ前 - 多摩センター駅（多摩センター駅方面は平日2本、愛宕東公園方面は平日最終バス1本運行。)
- 桜47（2代目）：聖蹟桜ヶ丘駅 - 多摩市役所 - 乞田五差路 - 大橋 - 貝取 - 瓜生 - 京王多摩車庫前

桜62は聖蹟桜ヶ丘駅 - 多摩センター駅を、多摩市役所経由で結ぶ。聖蹟桜ヶ丘駅を出ると東京都道18号府中町田線を進み、乞田交差点を直進、愛宕団地内の道路を通って多摩センター駅へ至る。日中は約20分間隔で運行される。側面方向幕には「市役所経由」、前後方向幕には「市役所・○○駅」と表記される。
平日は始発から6:30頃までは愛宕東公園始発便の多摩センター駅方面が運行されている。2024年3月のダイヤ改正で平日最終便に以前運行されていた愛宕東公園行きの運行が復活した。
京王電鉄バスからの運行受託路線であったが、2019年4月1日より京王バス南の自社運行路線になった。
豊ヶ丘方面への輸送の中心は永山駅・多摩センター駅からである（後述）。以前は多摩市役所・永山駅経由（旧・桜47）もあったが、そちらは永山駅を境に路線を分割された。桜64はその一部。平日5往復、土休日6往復のみの運行で本数は少なかったが2023年3月17日をもって廃止された。
桜47（2代目）は出入庫系統。乞田交差点から東京都道18号府中町田線を南下して京王多摩車庫へ至る。おおむね1時間に1本程度の間隔で運行されていたが、2024年9月9日改正で一部時間帯において2時間に1本程度の運行に減便されている。

### 豊ヶ丘線
- 桜45：聖蹟桜ヶ丘駅 - 車橋 - 永山駅 - 貝取北センター - 豊ヶ丘四丁目 - 恵泉女学園大学入口 - 落合四丁目 - 多摩センター駅
- 桜44（2代目）：聖蹟桜ヶ丘駅 - 多摩市役所 - 乞田五差路 - 貝取北センター - 豊ヶ丘四丁目
- 桜46：聖蹟桜ヶ丘駅 - 多摩市役所 - 乞田五差路 - 貝取北センター - 豊ヶ丘四丁目 - 恵泉女学園大学入口 - 落合四丁目 - 多摩センター駅
- ● 永65：永山駅 - 貝取北センター - 豊ヶ丘四丁目 - 恵泉女学園大学入口 - 落合四丁目 - 多摩センター駅
- ● 永66：永山駅 - 貝取北センター - 豊ヶ丘四丁目
- 多01：多摩センター駅 - 落合四丁目 - 恵泉女学園大学入口 - 豊ヶ丘四丁目 - 京王多摩車庫前

市内の各駅と、多摩ニュータウン貝取・豊ヶ丘・落合の各団地を経由して結ぶ路線。方向幕には「豊ヶ丘4・○○駅」と表記される。
永65が中心で、日中は毎時4本程度の運行であり、京王と神奈中が交互に運行される。永山駅を出ると多摩ニュータウン通りに入り、愛宕交番で左折し南下。とちのき公園入口（旧・貝取中学）付近から集合住宅の中を抜け、バス折返場となっている豊ヶ丘四丁目へ至る。その先、恵泉女学園大学交差点で右折して都道156号を南豊ヶ丘フィールド前交差点で右折。両側とも集合住宅の道を北上し、多摩センター駅へ至る。
桜44（2代目）・桜45・桜46は京王の単独運行で、両系統合わせておおむね7 - 20時台に1時間に2本程度の運行され、桜44（2代目）・桜45は2024年12月16日のダイヤ改正で新設された。多01・永66は出入庫を兼ねた区間便で、主に朝と夜の運行である。
特に利用が多いのは、沿線のほとんどが集合住宅である多摩センター駅 - 豊ヶ丘四丁目で、この区間では桜46や神奈中単独運行である多03（多摩センター駅 - 豊ヶ丘四丁目）・多04（多摩センター駅 - 豊ヶ丘四丁目 - 鶴川駅）を含め、日中でも毎時6本程度運行されている。
桜46・永65・多01は2008年8月1日より京王バス南・多摩営業所との共管であったが、2010年（平成22年）4月4日より多03も追加して、京王バス南・多摩営業所に統一された。多03は2024年12月16日のダイヤ改正以降、神奈川中央交通の単独運行となっている。

### 青木葉線
- 多05：多摩センター駅 - 青木葉公園 - 一本杉公園 - 恵泉女学園大学入口 - 京王多摩車庫前

多摩センター駅からの出入庫系統。当初は京王電鉄バス多摩営業所が管理していたが、京王バス南との共管を経て、2019年4月1日に京王バス南・多摩営業所に統一された。
多摩センター駅から一本杉公園までの区間は、神奈中の鶴32（鶴川駅 - 小野路 - 多摩センター駅）と合わせて、日中は毎時3本程度が運行されていたが、2018年2月22日のダイヤ改正で減便となり、鶴32と合わせて毎時1 -2本となる時間帯が出ることになる。

### 松が谷線
- 多11：多摩センター駅 → モノレール松が谷駅（山根入） → 大塚公園 → 松が谷 → 滝谷戸 → 多摩センター駅
- 多11：大塚公園 → 松が谷 → 滝谷戸 → 多摩センター駅（平日・土曜朝のみ）
- 多11：多摩センター駅 → モノレール松が谷駅（山根入） → 大塚公園 → 松が谷 → 滝谷戸（最終便のみ）
- 多17：多摩センター駅 → 南多摩看護専門学校 → 松が谷高校 → 松が谷 → 多摩センター駅

多摩センター駅と松が谷団地内を結ぶ循環路線。始発のみ大塚公園始発の便が運行される。多17は2003年4月1日に新設された。
かつては多摩センター駅から松が谷団地内を経由して聖蹟桜ヶ丘駅へ向かう桜85が運行されていた。
おおむね日中は桜85、朝ラッシュ時と夜は多11、夕方ラッシュ時は桜85・多17が交互に運行されていたが、2016年3月28日のダイヤ改正で、これまでラッシュ時のみ運行されていた多11・多17が毎時運行されるようになった。一方で桜85が40分間隔になり大幅に減便された。
当初は京王電鉄バス多摩営業所が管理していたが、2009年10月18日より京王バス南が運行受託していた。2018年2月22日のダイヤ改正で京王バス南の自社運行路線になった。
2020年2月21日をもって、桜85は利用客の減少により廃止された。
現在は最終便のみ、多摩センター駅に戻らずに滝谷戸止まりとなる便が新設されたほか、2023年9月8日のダイヤ改正より混雑緩和のため多摩センター駅での乗り場が変更され、全便が終日前乗りに変更された。

### 多摩帝京線
- 多16：多摩センター駅 - 堰場 - 帝京大学入口 - 中和田 - 百草団地南 - 帝京大学構内
- 多16：多摩センター駅 -（直行）- 帝京大学構内
- 多16：多摩センター駅 -（直行）- 帝京大学小学校

帝京大学八王子キャンパスへのアクセス路線であるとともに、直行便以外は多摩センター駅から百草団地への輸送を兼ねている。
2003年1月、多15を延伸する形で新設。当初は京王電鉄バス多摩営業所が管理していたが、2010年8月8日より京王バス南・多摩営業所に移管された。
2017年4月1日より従来の急行便を廃止し、途中無停車（多摩センター駅方向のみ多摩センター駅西口に停車）の直行便と各停便に再編された。
従来は他路線と異なり前乗り前払い方式であったが、2018年3月19日より直行便を除き、他の路線と同じ後乗り後払い方式に変更された。

### 大塚住宅線
- 多18：多摩センター駅 → 堰場 → 向山緑地 → 明星大学南 → 陽光台入口 → 向山緑地 → 堰場 → 多摩センター駅

2015年4月1日運行開始。多摩センター駅からモノレールの中央大学・明星大学駅付近の住宅地を経由し、多摩センター駅へ戻る循環路線。路線開設に伴い、モノレール側道などにバス停が4箇所（往復合わせると6箇所）新設された。
多摩センター駅を平日朝夕は15 - 30分おきに、土休日朝夕は30分 - 1時間おきに出発する。なお、日中の運行はない。この時間帯は後述の豊33を利用することになる。

### 落合線
- 多43：多摩センター駅 - 上落合 - 唐木田駅東 - 長坂公園 - 福祉センター - 国際ゴルフ場 - 多摩丘陵病院 - 日大三高（土曜1往復のみ）
- 多44：多摩センター駅 -（急行）- 日大三高
- 多45（2代目）：多摩センター駅 - 鶴牧西公園 - 長坂公園 - 福祉センター - 国際ゴルフ場 - 多摩丘陵病院 - 日大三高

当初は京王電鉄バス多摩営業所が管理していたが、2010年8月8日より京王バス南・多摩営業所に移管された。
多44は日本大学第三中学・高等学校への通学路線として、朝夕の通学時間帯を中心に途中無停車の急行便で運行される。
日中は多43がおおむね1時間に1本間隔で運行されていたが、2018年9月10日から鶴牧坂・鶴牧西公園を経由する多45（2代目）が新設。多43の大半の便が振り替えられ、多43は日中のみ1日4 - 6本に大幅減便された。
多45（2代目）は唐木田駅東に停車しないため、唐木田駅への最寄停留所は「長坂公園」となる（車内アナウンスでも唐木田駅最寄りと案内される）。系統番号としてはかつて神奈川中央交通が「多摩センター駅 - 直行 - 大妻学院」で使用していた。
2020年2月22日のダイヤ改正で、急行便以外の系統は多43が土曜の日中1本のみに減便され、それ以外は多45（2代目）に統一された。
2024年3月16日のダイヤ改正で、多摩センター駅発平日最終便（21時台）は後述の長坂公園行の区間便に置き換えられたが、さらに同年10月1日のダイヤ改正で平日最終便が約2時間前倒し（19時台）となったため、最終便は再び日大三高行に戻って入る。

### 中大線
- 豊32：豊田駅南口 - 平山五丁目 - 上程久保 - 中央大学 - 東中野 - 堰場 - 多摩センター駅（朝5 - 8時台と夕方16時30分以降のみ運行）
- 豊33：豊田駅南口 - 平山五丁目 - 上程久保 - 中央大学 - ※ - 向山緑地 - 堰場 - 多摩センター駅（朝9時台 - 終車まで運行）

（※：豊田駅方面は中大隧道、多摩センター駅方面は大塚住宅を経由）
- 多13：中央大学 → 東中野 → 堰場 → 多摩センター駅（平日早朝1本のみ）

豊田駅と多摩センター駅を中央大学多摩キャンパス経由で結ぶ路線。2009年9月までは休日は多摩テックを経由していた。「中大西門」は多摩センター駅行きのみが停車する（2010年4月までは降車専用）。
多摩都市モノレールの開業前は、多摩センター駅 - 中央大学の区間は、中央大学多摩キャンパスへのアクセスが中心で、廃止された多14（多摩センター駅 - 中央大学 - 多摩動物公園駅）などとともに多数のバス便が運行されていた。その名残で現在も中央大学のバスターミナルは非常に広大な敷地が確保されている。
2000年1月10日の多摩都市モノレール開通で、大学へのアクセスの中心はモノレールに移り、当路線はモノレールを利用しづらい平山・豊田・日野エリアからの学生客が利用の主軸になっている。
当初は京王電鉄バス・多摩営業所が管理していたが、2008年8月1日より京王バス南による運行受託路線となり、2013年4月15日より京王バス南の自社運行路線となった。
2017年4月1日より、向山緑地を経由する豊33の運行が開始されたほか、豊32も含めて豊田駅南口ロータリーの開業に伴って終点が豊田駅南口へ変更された。また、豊田三丁目停留所付近の交差点が移設されたため、豊田三丁目停留所が豊田駅方面のみ停車しなくなった。その後、停留所を多摩センター方へ移設し、両方向とも停車するようになった。
現在、朝方は豊32が1時間あたり3 - 4本、日中は豊33が1時間あたり2本、夕方以降は基本的に豊32と豊33が交互に、1時間あたり2 - 4本運行されている。多13はこれまで平日早朝始発の多摩センター駅行き片道1本のみ運行されていたが、2023年9月8日より土休日夜間1本に限り中央大学行きの運行も開始された。2024年3月16日のダイヤ改正で平日夜間の運行も開始されたが、2024年9月9日のダイヤ改正で土休日の運行が廃止された。2025年4月1日のダイヤ改正で再び早朝の多摩センター駅方面の片道1本のみに戻っている。

### 向陽台線
■印の路線は小田急バス新百合ヶ丘営業所と共同運行。
- ■ 稲12：稲城駅 - 城山公園南 - 向陽台 - 稲城中央公園 - 総合体育館 - 長峰小学校 - 長峰 - 上谷戸大橋南 - 若葉台駅
- 稲22：稲城駅 - 城山公園 - 南多摩駅 - 稲城市立病院 - 桜ヶ丘C.C - 連光寺坂 - 対鴎荘前 - 聖蹟桜ヶ丘駅
- 若02：若葉台駅 - 長峰 - 向陽台 - 城山公園 - 南多摩駅（平日朝夕のみ）

稲城駅・若葉台駅と、多摩ニュータウン向陽台・長峰地区を結ぶ路線。
稲12は、稲城駅から若葉台駅を向陽台・長峰経由で結ぶ。2010年8月9日より平日の始発便として 向陽台一丁目 → 若葉台駅が運行開始。
稲22は、稲城駅と聖蹟桜ヶ丘駅を川崎街道経由で結ぶ。2024年現在は1日3往復の運行で本数は少ない。
若02は、平日の朝夕のみの運行。若葉台駅から南東部の多摩ニュータウン向陽台・長峰地区、JR南武線南多摩駅を結ぶ。
稲22を除きいずれの系統も、朝ラッシュ時間帯は京王便・小田急便問わず、全ての便で前乗り前払いとなる。それ以外の時間帯は、京王便に限り中乗り後払いとなる（ただし小田急便は全ての時間帯で前乗り前払いとなる）。稲22は全便中乗り後払いである。
当初は京王電鉄バス多摩営業所が管理していたが、2009年4月6日より京王バス南が運行受託していた。2019年4月1日より京王バス南の自社運行路線になった。
若02は小田急バス町田営業所（当時）と共同運行だったが、2019年4月1日始発より小田急バスが撤退、全便が京王バス南の単独運行となった。
2024年3月16日のダイヤ改正で、稲13は全便廃止、稲11に関しては小田急バス担当の深夜2便（長峰行き）のみの運行となり、小田急バスで運行されていた深夜バスも廃止された。

### 多摩市ミニバス

#### 東西線（永52・53）
- 永52：永山駅 → 豊ヶ丘四丁目 → 総合福祉センター → 唐木田駅 → 多摩南部地域病院 → 多摩センター駅 → 貝取北センター → 永山駅（右循環）
- 永53：永山駅 → 貝取北センター → 多摩センター駅 → 多摩南部地域病院 → 唐木田駅 → 総合福祉センター → 豊ヶ丘四丁目 → 永山駅（左循環）

#### 南北線（永71・永72）
- 永71：永山駅 - 桜ヶ丘二丁目坂 - 桜ヶ丘四丁目 - 総合体育館 - 地蔵堂（桜ヶ丘・和田ルート）
- 永72：永山駅 - 水道塔前 - 愛宕東公園 - ロケット公園前 - 多摩センター駅（愛宕ルート）

2014年10月に、永71のルート変更および永72の新設が行われた。永71と永72を交互に運行する。永71「桜ヶ丘三丁目」は永山駅行きのみが停車する。

## 廃止・移管路線

### 移管路線
京王電鉄バス桜ヶ丘営業所への移管路線
- 桜01：聖蹟桜ヶ丘駅 - 対鴎荘前 - 連光寺坂 - 桜ヶ丘C.C - 記念館前 - 東部地蔵前 - 連光寺

移管後も聖蹟桜ヶ丘駅方面のみ早朝時間帯に引き続き運行されたが、2016年1月3日に廃止。
- 桜72：聖蹟桜ヶ丘駅 - 東寺方 - 愛宕東 - 愛宕団地 - 鹿島 - モノレール松が谷駅（山根入） - 多摩センター駅（移管）
- 桜73：聖蹟桜ヶ丘駅 - 東寺方 - 愛宕東 - 愛宕団地 - 鹿島 - モノレール松が谷駅（山根入） - 多摩センター駅 - 多摩南部地域病院（移管）

- 桜91：聖蹟桜ヶ丘駅 - 浄水場前 - 桜ヶ丘二丁目（再移管）
- 桜92：聖蹟桜ヶ丘駅 - 浄水場前 - 桜ヶ丘二丁目 - 永山駅（再移管）

※現在は、桜91・桜92共に京王バス桜ヶ丘営業所が運行。
その他の移管路線
- 桜80：聖蹟桜ヶ丘駅 - 一の宮 - 和田 - 帝京大学入口 - 堰場 - 大竹橋 - 由木折返場 - 南大沢駅

南大沢営業所に移管された（移管時期不明）。

### 廃止・撤退路線
一般路線
- 桜02：聖蹟桜ヶ丘駅 - 対鴎荘前 - 連光寺坂 - 桜ヶ丘C.C - 稲城市立病院 - 南多摩駅 - 大丸公会堂 - 是政 - 矢崎町 - 府中市役所 - 第一小学校 - 府中駅

1991年廃止。
- 桜05：聖蹟桜ヶ丘駅 - 対鴎荘前 - 連光寺坂 - 桜ヶ丘C.C - 記念館前 - 多摩大学 - 聖ヶ丘センター - 聖ヶ丘一丁目 - 諏訪下橋 - 永山駅

- 永33：永山駅 - 諏訪下橋 - 聖ヶ丘一丁目 - 聖ヶ丘センター - 多摩大学 - 聖ヶ丘団地

上記2系統は永山駅から一旦諏訪下橋方面へ迂回したのち、聖ヶ丘方面へ向かっていた。桜05は1991年に、永33は1990年に廃止。
- 桜26：聖蹟桜ヶ丘駅 - 車橋 - 永山駅

2001年に新設されたが、開設からわずか2年後である2003年頃に廃止された。
- 桜43：聖蹟桜ヶ丘駅 - 多摩市役所 - 乞田五差路 - 多摩センター駅 - 唐木田駅東 - 福祉センター - 国際ゴルフ場 - 多摩丘陵病院 - 日大三高

2005年廃止。元々は国際ゴルフ場止まりだったものを日大三高まで延伸し、大橋 - 多摩センター駅はニュータウン通りを走行していた。その後、2017年に同区間で京王バス南（当時）による実証運行が実施されたが、定期路線で復活する事はなかった。
- 桜44：聖蹟桜ヶ丘駅 - 多摩市役所 - 乞田五差路 - 多摩センター駅 - 唐木田駅東 - 福祉センター - 国際ゴルフ場 - 多摩丘陵病院 - 下小山田

1992年廃止。当初は前述の桜43の延長便として運行されていたが、桜43が日大三高まで延伸されたことで、桜43の区間便という位置付けになった。
- 桜45：聖蹟桜ヶ丘駅 - 多摩市役所 - 乞田五差路 - 永山五丁目

2005年に京王多摩車庫前発着の桜47（2代目）に変更。
- 桜47（初代）：聖蹟桜ヶ丘駅 - 多摩市役所 - 乞田五差路 - 永山駅 - 貝取北センター - 豊ヶ丘四丁目 - 多摩センター駅

2000年廃止。
聖蹟桜ヶ丘駅から永山駅・豊ヶ丘四丁目を経由して多摩センター駅へ向かう路線は2024年に復活したが、そちらは新大栗橋を経由する。
- 桜48：聖蹟桜ヶ丘駅 - 多摩市役所 - 乞田五差路 - 貝取北センター - 豊ヶ丘四丁目

2008年に廃止されたが、2024年に桜44（2代目）として復活した。
- 桜85：聖蹟桜ヶ丘駅 - 一の宮 - 和田 - 帝京大学入口 - 堰場 - 大塚公園 - 松が谷 - 多摩センター駅

かつては松が谷方面への主力路線であったが、2020年2月21日をもって廃止。
- 桜86：聖蹟桜ヶ丘駅 - 中央大学

2004年廃止。南大沢営業所の堀05と統合し、桜88（南大沢営業所）となった。
- 桜91：聖蹟桜ヶ丘駅 → 浄水場前 → 桜ヶ丘二丁目 → 総合体育館 → 一の宮 → 桜ヶ丘車庫

2014年10月5日、桜91・桜92の多摩営業所への移管時に廃止。
- 桜93：聖蹟桜ヶ丘駅 → 浄水場前 → 桜ヶ丘二丁目 → 東寺方三丁目

2016年に入庫便として新設されたが、2019年4月1日に桜91・桜92が桜ヶ丘営業所へ再移管されたのを契機に廃止。
- 多14：多摩センター駅 - 堰場 - 中央大学 - 多摩動物公園駅

2000年4月3日廃止。
- 多15：多摩センター駅 - 堰場 - 帝京大学折返場（急行）

2003年1月15日廃止。多16に代替。
- 多42：多摩センター駅 - 唐木田駅東 - 福祉センター - 国際ゴルフ場 - 多摩丘陵病院 - 下小山田

2000年4月3日廃止。
- 立63：立川駅北口 - 日野橋 - 万願寺 - 高幡不動駅

2000年1月10日、多摩都市モノレールの立川北 - 多摩センター駅間の開業により廃止。
- 動23：多摩動物公園駅 - 中央大学

2000年廃止。
- 豊31：豊田駅北口 - 中央大学

2000年廃止。
- 多06：京王多摩車庫前 → 瓜生 → 貝取 → 大橋 → 愛宕東 → 愛宕団地 → 鹿島 → モノレール松が谷駅（山根入） → 多摩センター駅

2007年新設、2010年廃止。
- 桜64：聖蹟桜ヶ丘駅 - 多摩市役所 - 乞田五差路 - 永山駅
- 桜27：聖蹟桜ヶ丘駅 - 車橋 - 多摩東公園（平日2.5往復のみ）
- 永12：永山駅 → 諏訪南公園 → 諏訪四丁目 → 諏訪三丁目 → 諏訪南公園 → 永山駅 → 車橋 → 聖蹟桜ヶ丘駅（京王のみ）

2023年3月17日をもって廃止された。
- ■ 稲11：稲城駅 - 城山公園南 - 向陽台 - 稲城中央公園 - 総合体育館 - 長峰小学校 - 長峰（京王のみ）

- 稲13：稲城駅 → 城山公園南 → 向陽台 → 堂ヶ谷戸橋 → 長峰 → 長峰小学校 → 稲城駅（長峰循環・朝）
- 稲13：稲城駅 → 城山公園南 → 向陽台 → 長峰小学校 → 長峰 → 堂ヶ谷戸橋 → 稲城駅（長峰循環・夕）

稲11（京王便）は、2005年に深夜時間帯の出入庫便のみの運行となり、代替として稲13を新設したが、2024年3月15日をもって稲11・稲13ともに廃止された。ただし、稲11は長峰向けのみ小田急バスでの運行が継続されている
- 桜63：聖蹟桜ヶ丘駅 → 多摩市役所 → 乞田五差路 → 愛宕四丁目 → グリーンコープ前 → 多摩センター駅 → 奈良原公園 → 南鶴牧小学校 → 鶴牧センター → 富士見通下 → 多摩センター駅 →  グリーンコープ前 → 愛宕四丁目 → 乞田五差路 → 多摩市役所 → 聖蹟桜ヶ丘駅（循環・京王のみ）
- 多45：多摩センター駅 → 鶴牧西公園 → 長坂公園（平日最終便のみ）

2024年9月9日改正で廃止された。桜63は多61の日中の京王担当便のみ一部が、聖蹟桜ヶ丘駅 - 多摩センター駅間は前述の桜62系統と同経路で延長運行されていたが、桜62と多61に分割された。多45の長坂公園止は2024年3月16日改正で新設された区間便で、平日の最終便のみ運行されていた。
共同運行路線
- 桜23：聖蹟桜ヶ丘駅 - 永山駅 - 諏訪南公園 - 永山五丁目
- 桜24：聖蹟桜ヶ丘駅 - 永山駅 - 諏訪南公園 - 永山高校 - 京王多摩車庫前 - 五反田 - 鶴川駅
- 永12：諏訪四丁目 → 諏訪三丁目 → 諏訪南公園 → 永山駅（出庫）
- 永12：永山駅 → 諏訪南公園 → 諏訪四丁目 → 諏訪三丁目（入庫）
- 永12：永山駅 → 諏訪南公園 → 諏訪四丁目 → 諏訪三丁目 → 諏訪南公園 → 永山駅（循環）

いずれも神奈川中央交通多摩営業所と共同運行。京王は撤退、神奈川中央交通は引き続き運行していたが、永12は2024年12月16日のダイヤ改正で神奈中も運行終了し、系統廃止となった。桜24は京王としては唯一の鶴川駅乗り入れ路線だった。
- 多03：多摩センター駅 - 落合四丁目 - 恵泉女学園大学入口 - 豊ヶ丘四丁目

神奈川中央交通多摩営業所と共同運行だったが、2024年12月16日のダイヤ改正で京王による運行が終了し、以降は神奈中の単独運行となった。

### 若葉台循環線
- 若01：若葉台駅 → 稲城第六中学校 → ビューコート若葉台前 → 若葉台パークヒルズ前 → 若葉台小学校西 → 若葉台駅
- 若01：若葉台駅 → 稲城第六中学校 → ビューコート若葉台前 → 若葉台パークヒルズ前 → 若葉台四丁目（平日の最終便のみ）
- 若01：ビューコート若葉台前 → 若葉台パークヒルズ前 → 若葉台小学校西 → 若葉台駅（出庫）

若葉台駅から南西部の、多摩ニュータウン若葉台地区のUR賃貸マンション「ビューコート若葉台」、民間分譲マンション「若葉台パークヒルズ」などの団地を循環する短距離路線。
先述の向陽台線とは違い、こちらは平日・土休日問わず、全ての時間帯で前乗り前払いとなる。
当初は京王電鉄バス多摩営業所が管理していたが、2009年4月6日より京王バス南が運行受託していた。2019年4月1日より京王バス南の自社運行路線になった。
当初は小田急バス町田営業所（当時）と共同運行だったが、2019年4月1日始発より小田急バスが撤退し全便が京王バス南の単独運行となった。しかし、2025年4月1日始発より撤退し全便が再び小田急バスに移管された。
不定期運行路線バス
- メ01：稲城長沼駅 - 稲城駅 - 稲城府中メモリアルパーク（季節運行）

稲城市と府中市が設立した一部事務組合「稲城・府中墓苑組合」が、稲城市矢野口のスカイテラス南山地で運営する公営墓地「稲城・府中メモリアルパーク」への墓参客のアクセスのため、2020年3月より、7月の旧盆・8月のお盆・春秋の彼岸の時期に季節運行していたが2024年3月のお彼岸の運行を最後に廃止された。
なお、代替としてお盆とお彼岸の時期に無料送迎マイクロバスが運行される。
多摩市ミニバス
- 多摩市ミニバス東西線 永51：永山駅 - 諏訪三丁目 - 豊ヶ丘四丁目 - 総合福祉センター - 唐木田駅 - 多摩南部地域病院 - 多摩センター駅
- 多摩市ミニバス南北線 永71：永山駅 - 乞田五差路 - 多摩市役所 - 桜ヶ丘二丁目 - 総合体育館 - 帝京大学北 - 百草団地

京王聖蹟桜ヶ丘ショッピングセンター送迎バス
- 送迎：せいせき - 若葉台駅
- 送迎：せいせき - 向陽台三丁目 - ビュータワーズ向陽台 - せいせき（循環）

## 車両
国産4メーカーを採用している。かつては三菱ふそうを長らく採用し、1994年度までは毎年三菱車で導入されていた。
1995年以降は京王バスグループの他の営業所と同様、日産ディーゼル（現・UDトラックス）車の大量導入が開始され、中型長尺車のJP系が配置された。三菱車の導入は1999年と2003年のみとなった。2004年と2005年は日産ディーゼルの大型ノンステップバスUA系が導入され、翌2006年に再び三菱ふそうの中型長尺ノンステップバス（三菱ふそう・エアロミディMK）が導入された。
UDトラックスのバス事業撤退後、2011年からはエアロスターノンステップが京王バス南に導入され、京王電鉄バス時代から数えて12年ぶりのエアロスター導入となった。またジェイ・バス製の車両導入も増え、2012年にはブルーリボンIIが、2014年にはエルガハイブリッドが、2019年にはブルーリボンハイブリッドが、2020年には京王初の燃料電池バス（トヨタ・SORA）がそれぞれ導入され、バリエーションが増えている。2013年には「京王の電車・バス100周年」を記念した復刻塗装車も導入されたほか、2018年には有料座席指定列車「京王ライナー」で使用される京王5000系電車を模したラッピングバスが導入されている。
車体塗装は、おおむね京王電鉄バス時代から在籍する車両は京王電鉄バスカラー（アイボリー地に京王レッドと京王ブルーの帯）、京王バス南への移管・委託後に導入された新車や、一部の転属車は京王ブルーを基調とした京王バスカラー（子会社カラー）を採用している。
多摩市ミニバスには、運行開始時は京王電鉄バスカラーの日産ディーゼル・RNが使用され、車両代替後は専用塗装のレインボーIIとポンチョが新車導入された。うち1台は多摩市とサンリオピューロランドのタイアップ「ハローキティにあえる街」として、ハローキティなどサンリオキャラクターのラッピングが施されている。なお、サンリオピューロランドのラッピング車両は南大沢営業所の空港連絡バスでも運行されている。

2025年には府中営業所からJ40812が転入し、日産ディーゼル車の配置が復活した。

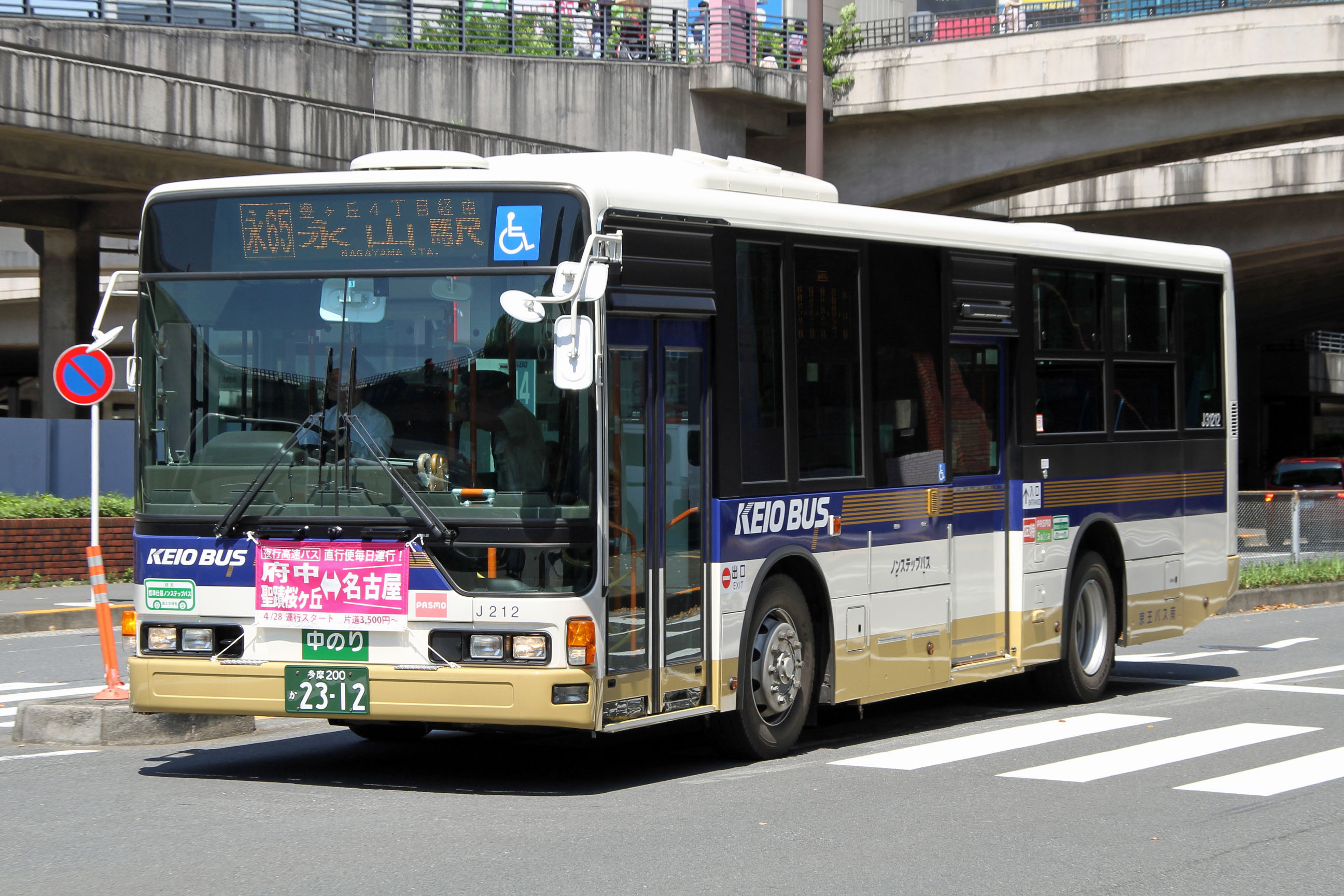
京王バス南に分社後の車両（J31212）
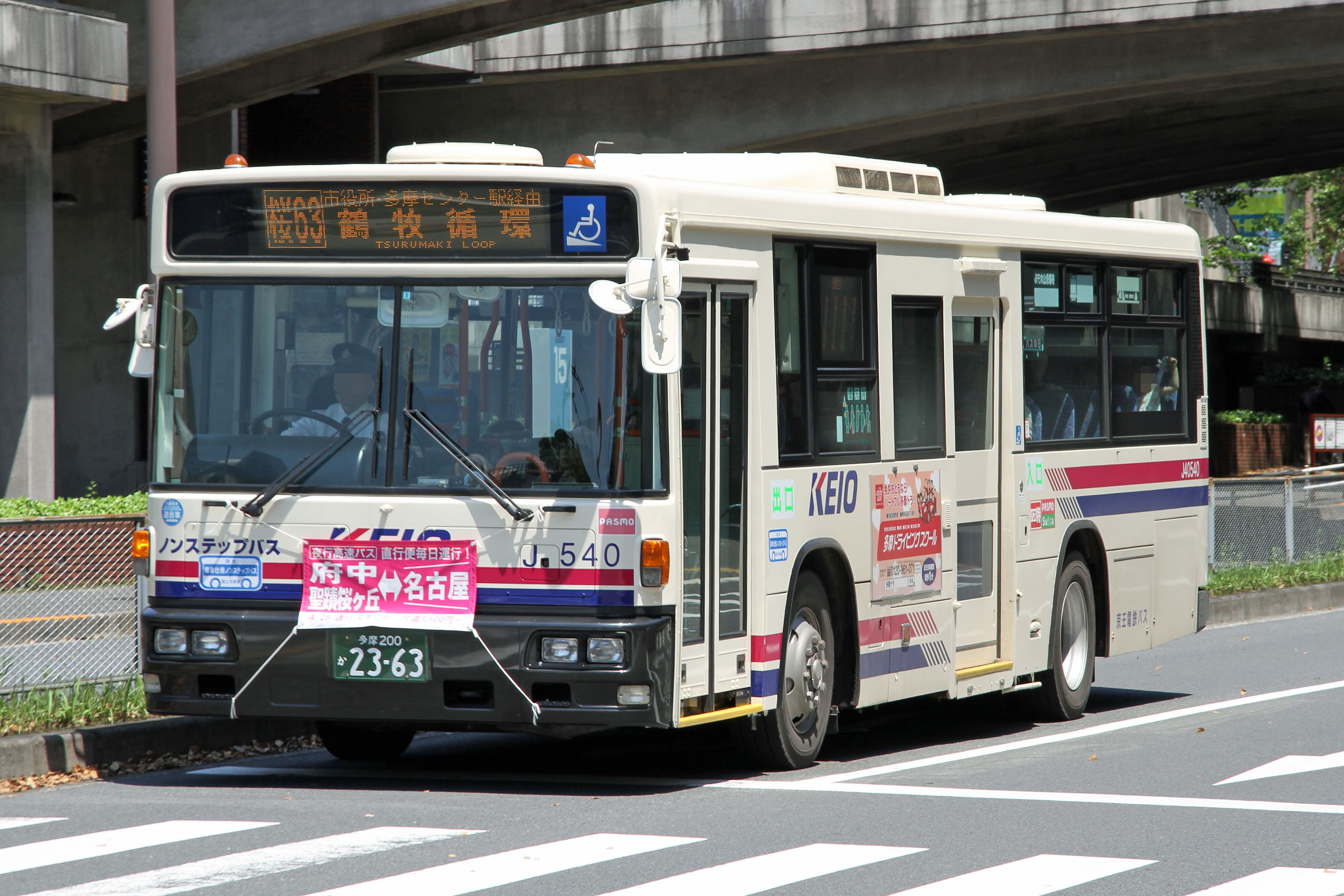
京王電鉄バス時代からの車両（J40540）
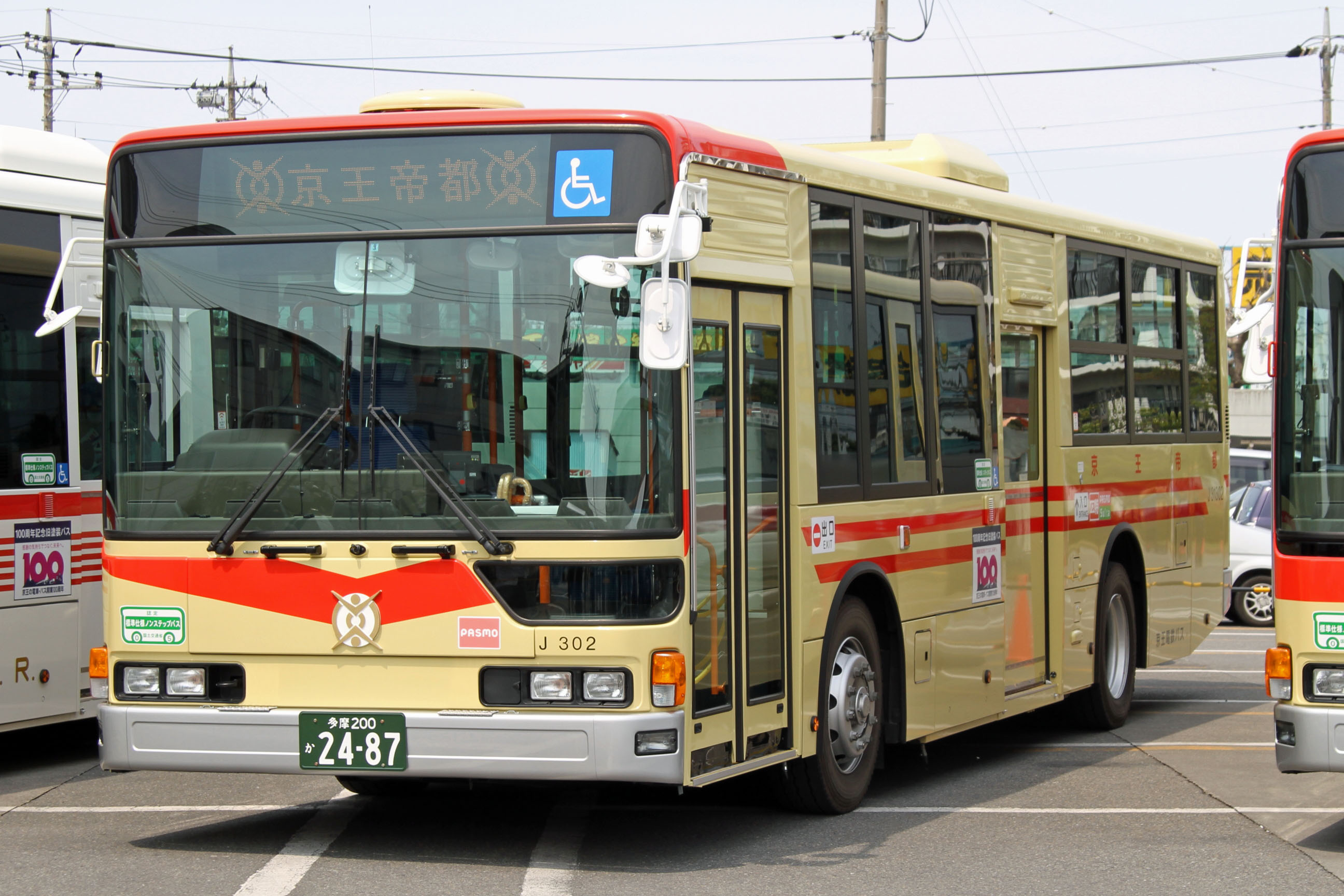
京王の電車・バス100周年記念塗装車（J31302）
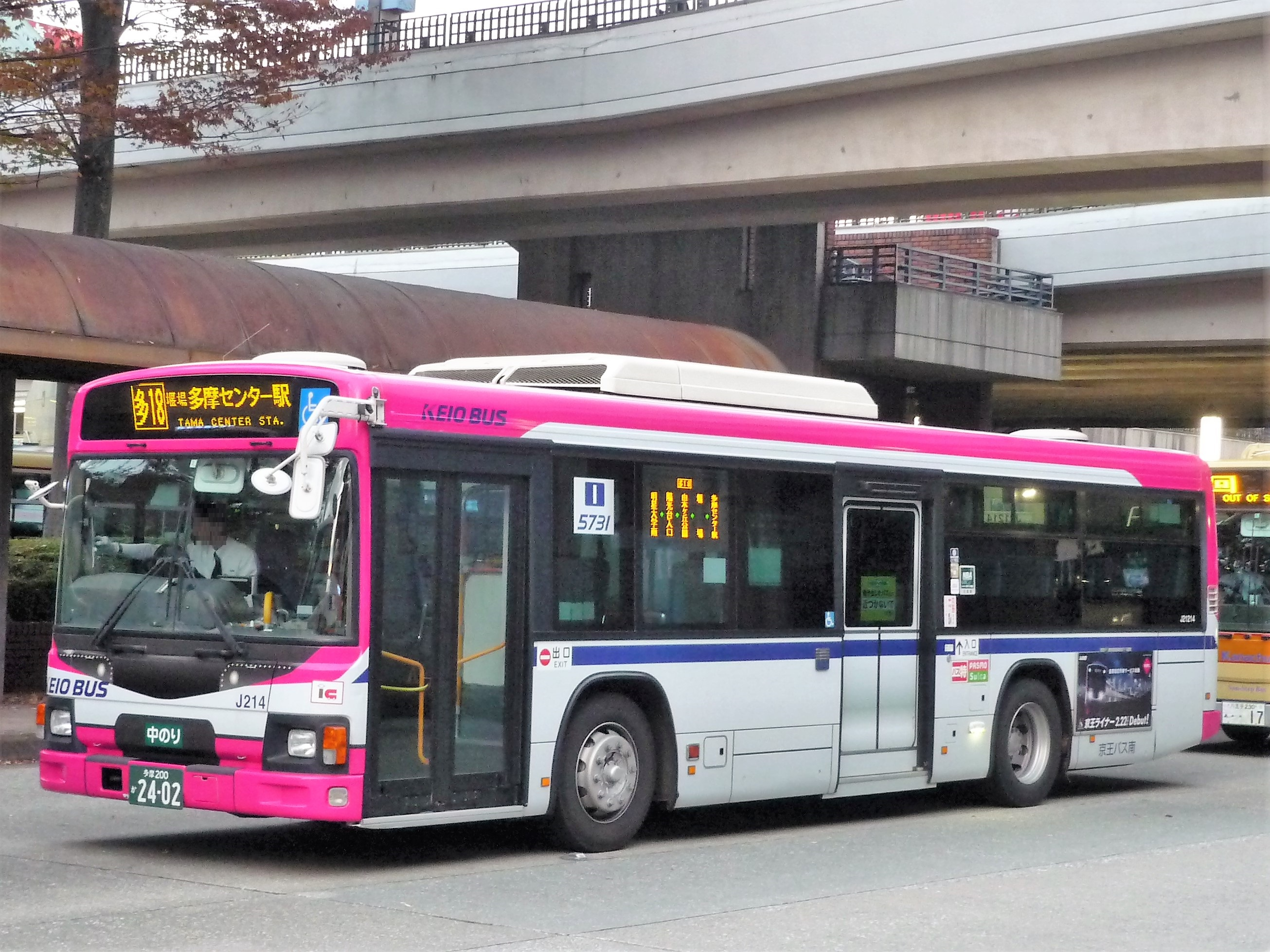
京王5000系電車ラッピング車両（J21214）
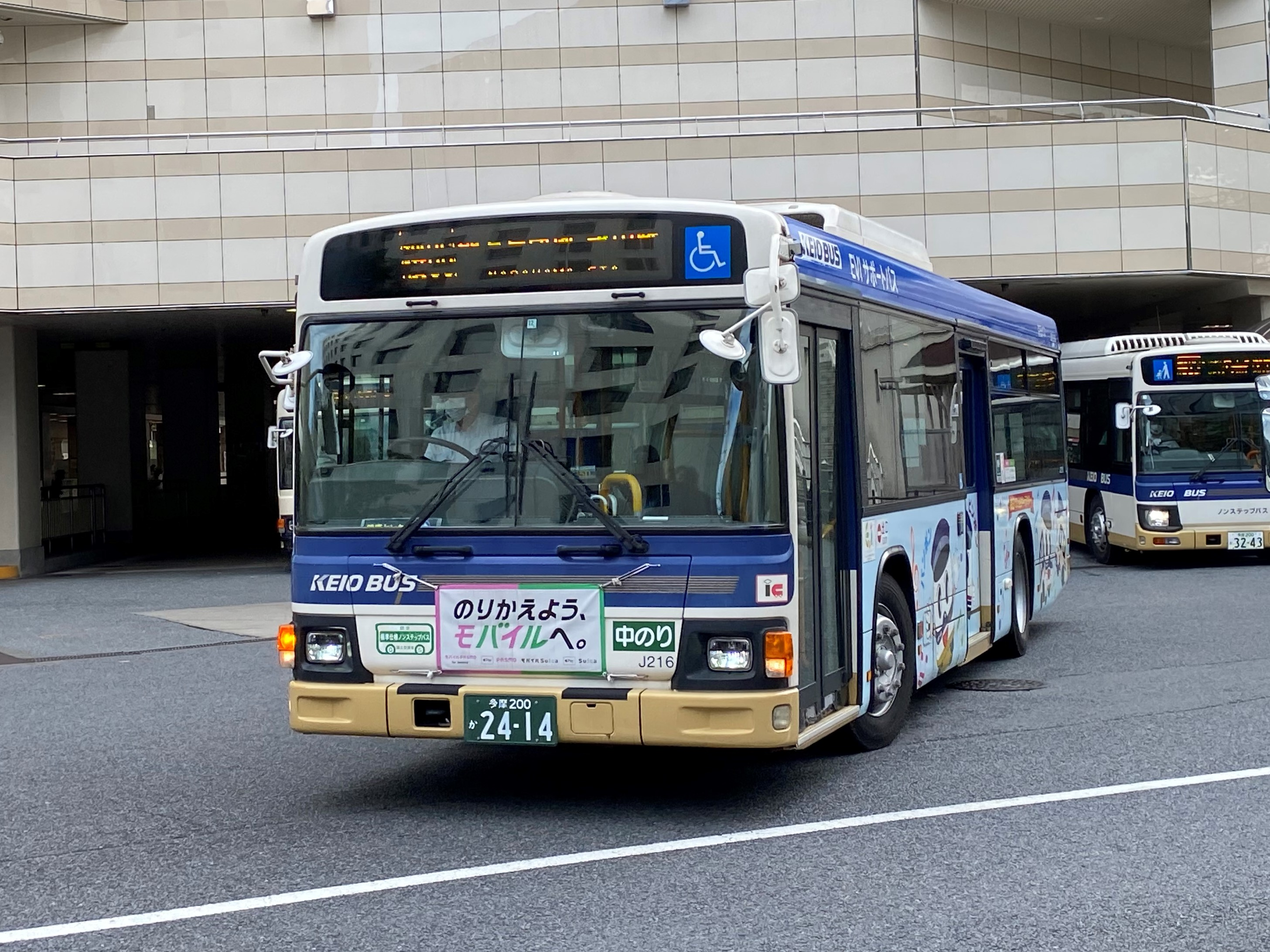
ピンポン・パンポンラッピングバス車両（J21216）
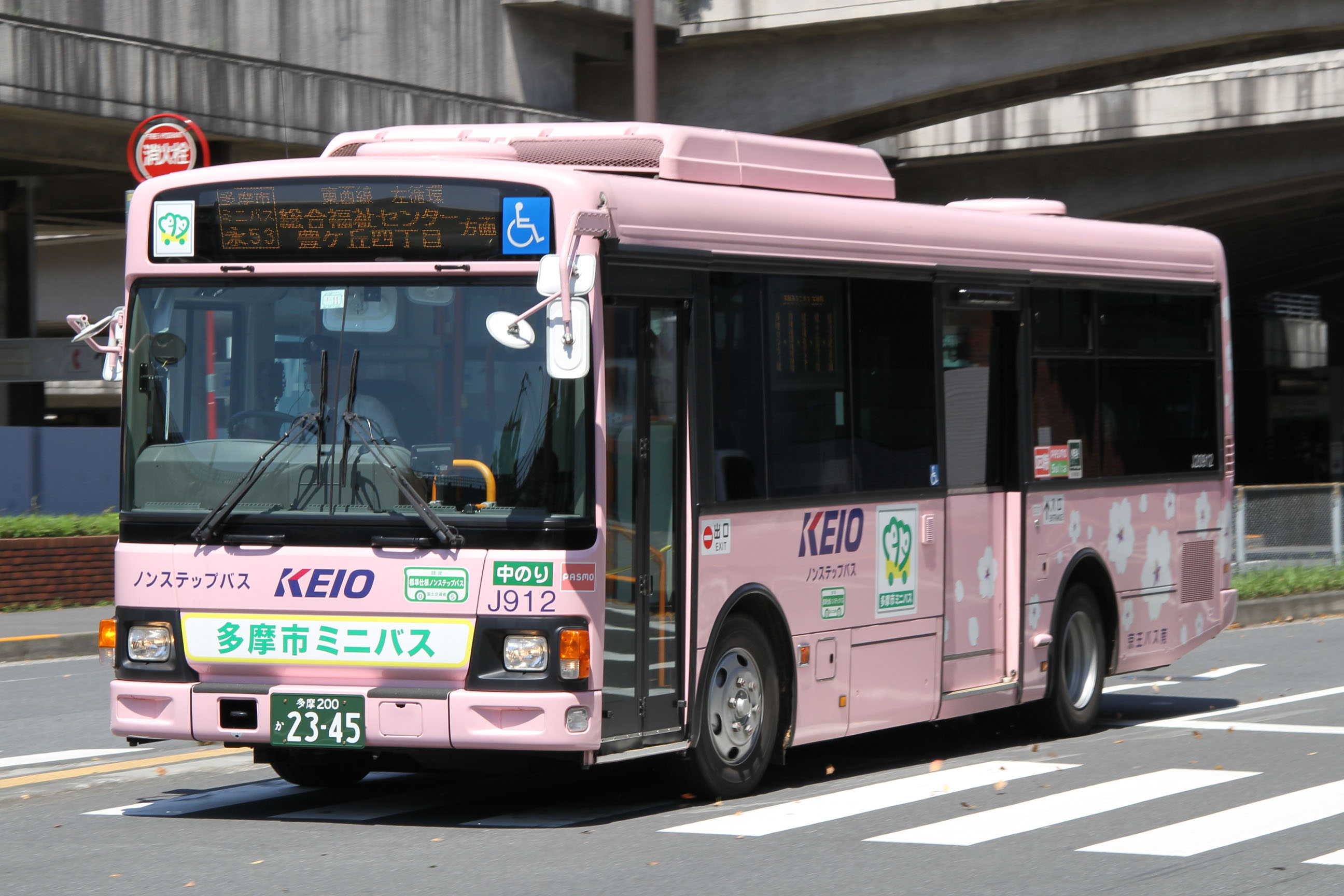
多摩市ミニバス 専用車両（J20912）
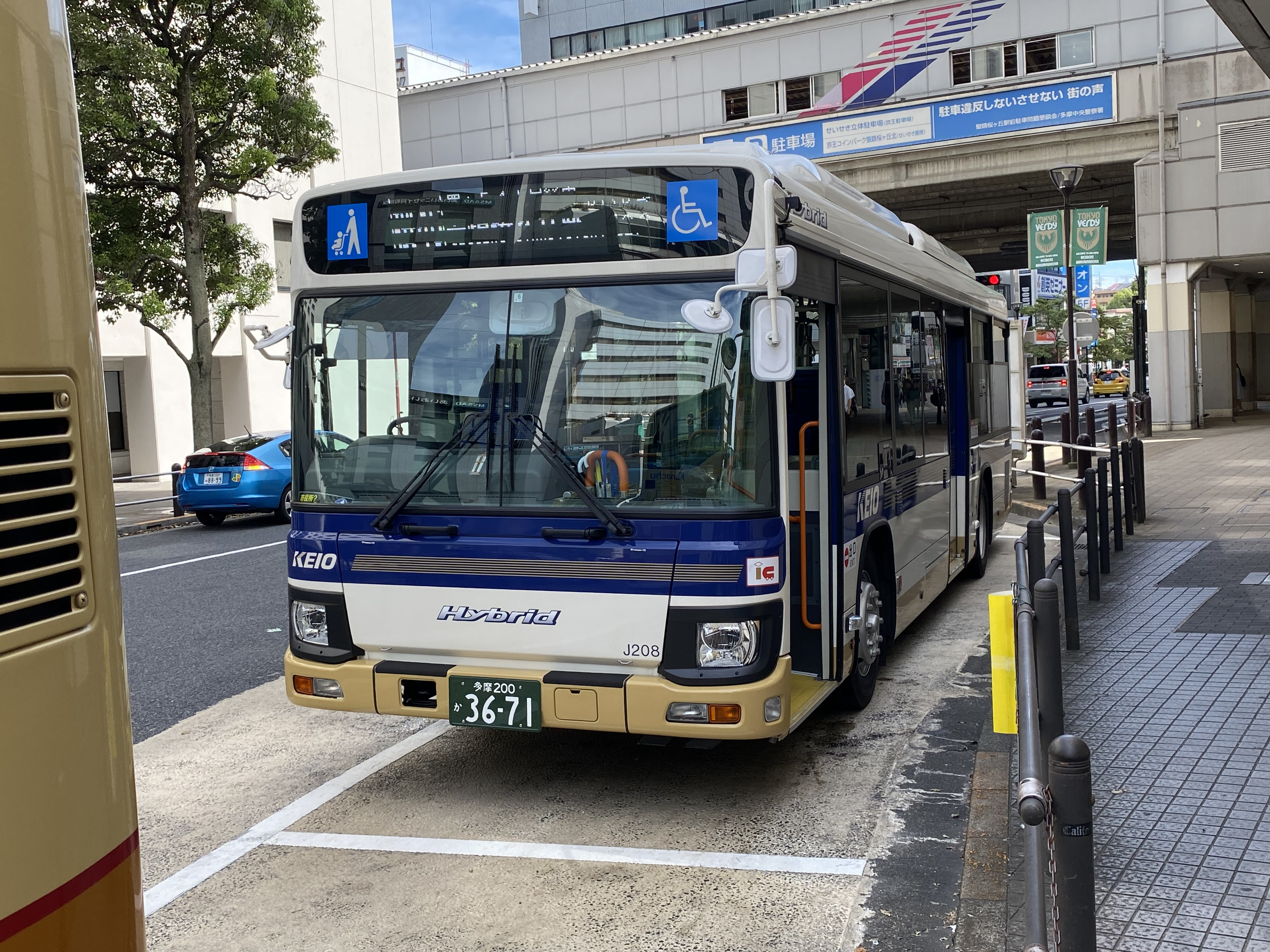
白色LEDを採用したブルーリボンハイブリッド（J22208）
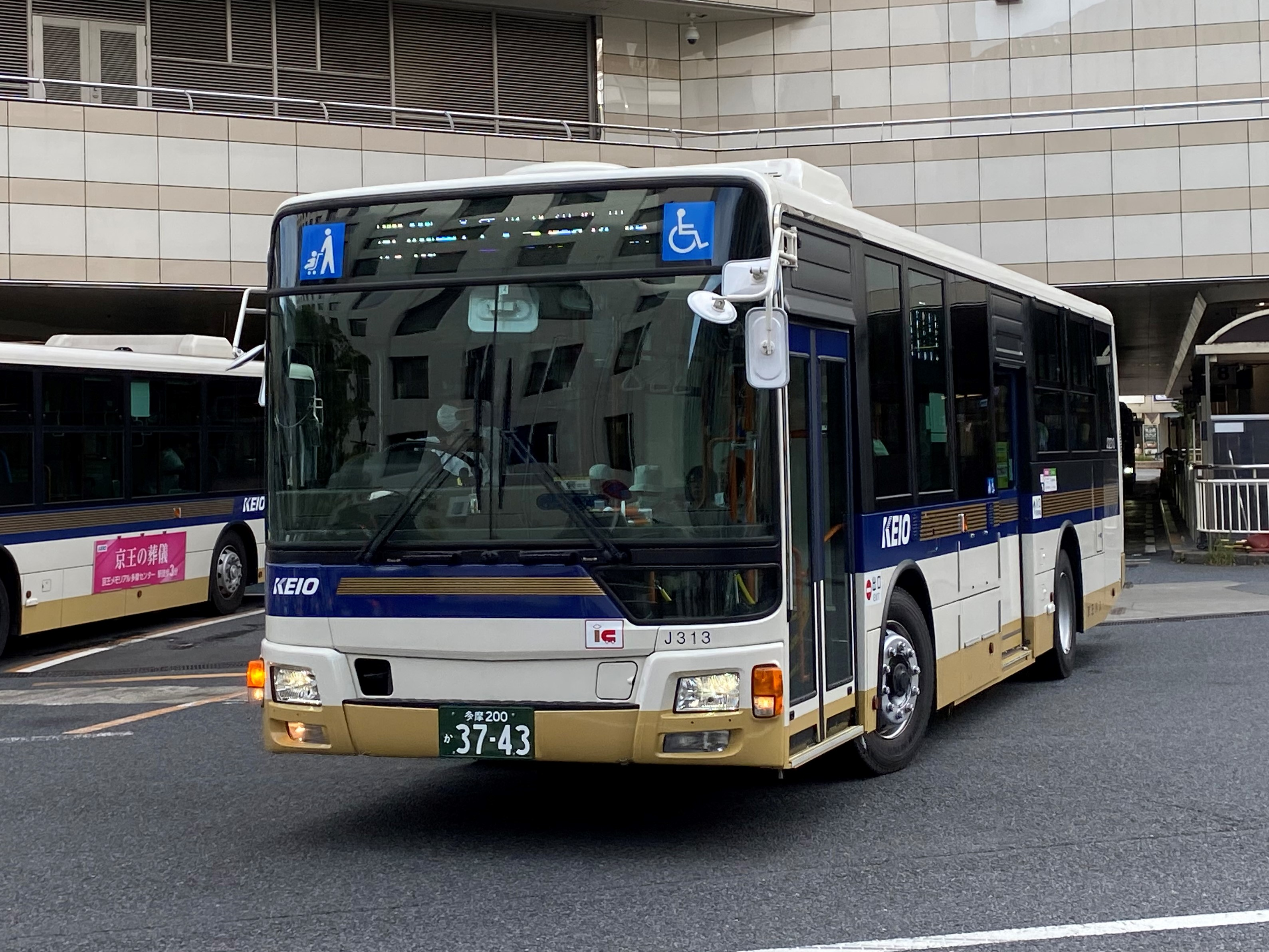
白色LEDを採用したエアロスター（J32313）